# میگن فی
میگن فی (انگلیسی: Meagen Fay؛ زادهٔ ۱۹۵۷) یک هنرپیشه اهل ایالات متحده آمریکا است. وی از سال ۱۹۸۲ میلادی تاکنون مشغول فعالیت بوده‌است.

## بخشی از فیلمشناسی
- لات‌های کثیف فاسد (فیلم) (۱۹۸۸)
- بارتون فینک (۱۹۹۱)
- رابطه عاشقانه (۱۹۹۴)
- روز پدر (فیلم ۱۹۹۷) (۱۹۹۷)
- مگنولیا (فیلم) (۱۹۹۹)
- حلقه دو (۲۰۰۵)
- ایوان قادر مطلق (۲۰۰۷)
- هالووین ۲ (فیلم ۲۰۰۹) (۲۰۰۹)
- دارودسته (فیلم ۲۰۱۵) (۲۰۱۵)
- لالا لند (۲۰۱۶)